# Sansare

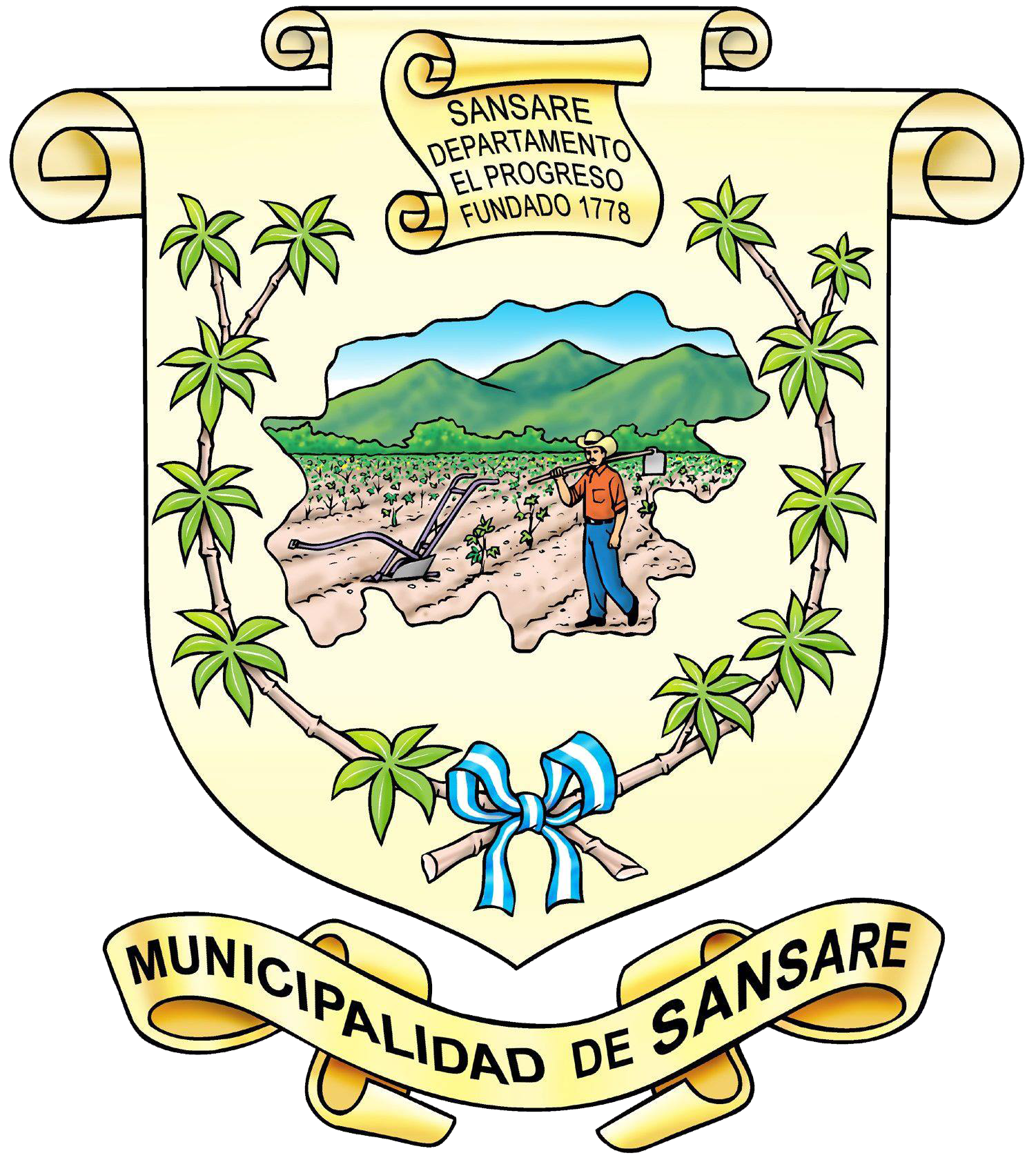

Sansare est une ville du Guatemala dans le département d'El Progreso.